# Marek Gierlach
Marek Gierlach (ur. 1955) – polski archeolog i historyk sztuki, instruktor harcerski. Zawodowo związany z ochroną zabytków archeologicznych w Polsce.

## Życiorys
Urodzony w 1955 w Gdańsku. W warszawskim liceum im. Jose Marti prowadził drużynę harcerską. Studiował archeologię i historię sztuki na Uniwersytecie Warszawskim. W 1983 roku odbył służbę wojskową w 1 Batalionie Szturmowym w Dziwnowie. W 1986 rozpoczął pracę w Biurze Badań i Dokumentacji Zabytków w Ciechanowie na stanowisku inspektora ds. ochrony zabytków, którą kontynuował przez następne 20 lat. W 1995 został zatrudniony w Systemie Gazociągów Tranzytowych EuRoPol GAZ s.a. jako doradca ds. archeologicznych. Funkcja ta obejmowała koordynację ratowniczych badań archeologicznych prowadzonych na polskim odcinku planowanej trasy gazociągu Jamał – Europa. Kilka lat później objął stanowisko głównego specjalisty ds. archeologii w Agencji Budowy i Eksploatacji Autostrad. W 2002 powołany przez Ministra Kultury i Dziedzictwa Narodowego na stanowisko dyrektora Ośrodka Ochrony Dziedzictwa Archeologicznego.
W latach 1997–2001 rzeczoznawca Ministra Kultury w zakresie opieki nad zabytkami archeologicznymi. W 2004 powołany do Rady ds. Autostrad przy Ministrze Infrastruktury, rok później do zespołu ekspertów Międzyrządowej Komisji Polsko-Ukraińskiej ds. ochrony i zwrotu dóbr kultury.
Zawodowo związany z ochroną zabytków archeologicznych, zwłaszcza w ramach inwestycji liniowych: budowie autostrad, gazociągów. W związku z pełnionymi funkcjami współtworzył politykę państwa w zakresie przedmiotowej ochrony. Sprzeciwiając się jej osłabianiu podkreślał konieczność ochrony dziedzictwa archeologicznego m.in. przez wypracowanie i wdrożenie systemowych rozwiązań gwarantujących należyty standard prowadzenia ratowniczych badań wykopaliskowych (odkrycie, opracowanie, przechowywanie, udostępnianie zabytków archeologicznych).
W 2006 oskarżony przez poznańskiego biznesmena i archeologa Ryszarda Mazurowskiego o przyjmowanie korzyści majątkowych w zamian za zlecanie prac archeologicznych. Nie przyznał się do winy. Twierdził, że został fałszywie oskarżony, bo stanowił przeszkodę w biznesowych planach Mazurowskiego. W 2012 roku został prawomocnie skazany na karę 5 lat i 8 miesięcy pozbawienia wolności oraz grzywnę. W trakcie odbywania kary na własną prośbę kierował wykopaliskami archeologicznymi w Płońsku.

## Wyróżnienia
- Złota Odznaka "Za opiekę nad zabytkami" (1998)
- Brązowy Medal "Zasłużony Kulturze Gloria Artis" (2005)[10]
- Znak Spadochronowy zwykły (1983)

## Wybrane publikacje
- Jaroszewski S. T., Gierlach M., Po pałacach i dworach Mazowsza: przewodnik. Cz. 3, Warszawa: 1998
- (redakcja) Archeologiczne badania ratownicze wzdłuż trasy gazociągu tranzytowego, t. 1 – 4, Poznań: 1998 – 2000

- Czarnecki M., Dłubakowski Z., Gierlach M., Dzieje najdawniejsze Raciąża i okolic, Raciąż, Teresin: 1996
- Gierlach M., Porzucony kościół w Płońsku, "Tygodnik Ciechanowski" 2014, nr 36, s. 14
- Gierlach M., Budowanie w bagnie, "Tygodnik Ciechanowski" 2015, nr 3, s. 11